# Hans Braumüller
Hans Braumüller (Santiago, 1966) es un artista de arte contemporáneo chileno alemán. La pintura, el net art, el arte correo, la poesía visual y virtual son sus actividades en el arte. Actualmente vive en Hamburgo, Alemania.

## Biografía
Desde 1987 se dedica al arte correo, siendo introducido por su colaboración en el portafolio de poesía visual Uni/Vers(;) del chileno Guillermo Deisler a partir de una invitación del escultor chileno
Gregorio Berchenko. En esa época estudiaba Artes Plásticas en la Universidad de Chile, donde en 1991 obtiene la Licenciatura en Artes Plásticas Mención Pintura, Universidad de Chile, Santiago).
En 1986 fue cofundador con Ciro Beltrán y Rony Gulle de La Preciosa Nativa. Esta revista poética-literaria-visual fue contracultural en el contexto de la dictadura de Pinochet y terminó en 1992. El último número fue una instalación en el Museo de Arte Contemporáneo de Santiago de Chile "Identidad-Identität". Con la instalación "Identidad-Identität", la cual también se expuso en Hamburgo, en Speicherstadt, Hans Braumüller retornó a esa ciudad, donde había permanecido desde 1970 hasta 1986.
En 1995 fundó con el artista alemán de arte correo Merlin, alias Klaus Rupp, la plataforma de arte en red Crosses.Net en Hamburgo, donde muestran sus proyectos de arte internacionales y sus cooperaciones con muchos otros artistas. Entre ellos están los foros de arte correo en los idiomas alemán, inglés, español y francés, en los cuales se está intercambiando sobre el arte correo o mail art, como lo llaman otros. De tal manera, Crosses.Net es un punto de encuentro para participar uno mismo del movimiento de un arte altenativo.